# التبرع بالجسد

التبرع بالجسد أو الوصية بالجسد هو التبرع بالجسد كاملاً بعد الموت من أجل استخدام الجسد المتبرع به - في الغالب - للتعليم والبحث الطبي، حيث يتم استخدامه في التشريح الجراحي والتشريح الوصفي لتعزيز التعليم الطبي. لسنوات، كليات الطب فقط هي التي قبلت بالأجساد المتبرع بها، ولكن الآن هناك برامج خاصة تقبل أيضًا بتلك الأجساد.
التبرع بالجسم مهم لفهم جسم الإنسان ولإحراز تقدم في العلوم، عادة لا توجد تكلفة على المتبرع للتبرع بجسمه للعلم حيث غالبًا ما توفر برامج التبرع رواتبًا و / أو تغطي تكلفة الدفن أو حرق جثث الموتى بمجرد أن تفي الجثة التي تم التبرع بها بالغرض ويتم إعادتها إلى الأسرة للتخلص منها.
يمكن لأي شخص يرغب في التبرع بجسمه أن يفعل ذلك من خلال برنامج (التبرع الإرادي بالجسد) . قد يُطلب من المتبرع - ولكن ليس دائمًا - إجراء ترتيبات مسبقة مع كلية الطب المحلية أو الجامعة أو برنامج التبرع بالجسد قبل الوفاة، ويمكن للمتبرعين طلب نموذج الموافقة، وسيتم تزويدهم بمعلومات حول السياسات والإجراءات التي ستتم بعد وفاة المتبرع المحتمل.
لا يزال التبرع التشريحي نادرًا نسبيًا، وفي محاولات لزيادة هذه التبرعات، وضعت العديد من البلدان برامج ولوائح حول التبرع بالجثث أو أجزاء من الجسم على سبيل المثال، في بعض الولايات داخل الولايات المتحدة وعلى أساس البرنامج الأكاديمي، يجب على الشخص اتخاذ القرار بالتبرع  بنفسه قبل الموت ؛ لا يمكن اتخاذ القرار من خلال توكيل شخص ما عنه . إذا قرر شخص ما عدم التبرع بجسمه بالكامل، أو كان غير قادر على ذلك، فهناك أشكال أخرى من التبرع يمكن من خلالها المساهمة بجسده في العلم بعد الموت، مثل التبرع بالأعضاء والتبرع بالأنسجة

## الهند
في عام 1948 ، تم سن قانون التشريح في جميع ولايات الهند، وهذا يسمح للتبرع بالجثث من قبل الأشخاص، أواستخدام الجثث غير المطالب بها من قبل أقارب المتوفي في غضون 48 ساعة لاستخدامها لأغراض طبية وبحثية . على غرار الولايات المتحدة، لدى الهند أيضًا إرشادات محددة لقبول الأجساد المتبرع بها. التبرعات التي لا تعتبر مناسبة تشمل الهيئات المصابة بفيروس نقص المناعة البشرية / الإيدز أو التهاب الكبد (أ، ب، ج) ، الأعضاء المتبرع بها، مؤشر كتلة الجسم الشديد، أو الأمراض الجلدية.
تبرع بعض القادة بأجسادهم للبحث الطبي، مثل الزعيم الشيوعي جيوتي باسو وناناجي ديشموخ في الوقت الحاضر، يتبرع العديد من الناس في الهند بأجسادهم بعد الموت من خلال التوقيع على استمارة تعهد مصحوبة بتوقيعين للشهود.

## المملكة المتحدة
يخضع التبرع بالجسد في المملكة المتحدة (لهيئة الأنسجة البشرية) تحت رعاية قانون الأنسجة البشرية لعام 2004. حيث يقوم بترخيص وتفتيش المؤسسات والكليات التي تدرس علم التشريح باستخدام الأجساد المتبرع بها. بموجب قانون الأنسجة البشرية، يجب إعطاء الموافقة الكتابية قبل الوفاة للمتبرع ؛ ولا يمكن لأي شخص أن يعطي الموافقة بعد الموت، والحد الأدنى لسن الموافقة على التبرع بجسد الشخص في المملكة المتحدة هو 17 عام.
توفر هيئة الأنسجة البشرية معلومات للمانحين حول المكان الذي يمكنهم فيه التبرع وتجيب على العديد من الأسئلة الشائعة المتعلقة بالتبرع بالأنسجة على موقعهم على الإنترنت وكما توفر روابط معلومات لكل مؤسسة، ولكن يجب ان نعلم انه لكل مؤسسة إرشاداتها الخاصة للتبرع بالجسد.
على الرغم من أنمعظم المؤسسات تقبل معظم التبرعات، فقد يتم رفض الاجساد التي خضعت للتشريح، بعض البرامج قد ترفض أيضًا جثث المتبرعين الذين ماتوا في الخارج.

## الولايات المتحدة
فقط أقرباء المتوفى القانونيين يمكنهم تقديم الموافقة اللازمة للتبرع إذا لم يقدمها المانح قبل وفاته إلى برنامج القبول المحدد.
الجمعية الأمريكية للتعليم والبحوث الطبية هي هيئة اعتماد وطنية معترف بها من قبل الأقران في الولايات المتحدة توفر الاعتماد للمنظمات التي تستخدم معايير مطورة في التعامل مع الاجساد التي تم التبرع بها . وهذا يشمل المنظمات المانحة للجسم كله، والبرامج التشريحية الجامعية، وبرامج المستودعات الحيوية، والمستخدمين للأنسجة.
هناك العديد من البرامج الخاصة في التبرع بالأجساد في الولايات المتحدة، حيث يقبل كل برنامج من هذه البرامج الخاصة أجسادًا من مناطق معينة، معظم البرامج أيضًا لديها إرشادات للأجساد التي سوف تقبلها والتي لن تقبلها، بشكل عام، لن تقبل البرامج أجسام إيجابية لالتهاب الكبد (أ، ب، ج) ، فيروس نقص المناعة البشرية / الإيدز، تاريخ في الاستخدام غير القانوني للمخدرات، أو تندرج ضمن فئة معينة لمؤشر كتلة الجسم لأن عملية التحنيط تضيف مزيدًا من الوزن إلى جسم المتبرع، لذلك إذا كان لديهم مؤشر كتلة جسم مرتفع، فقد لا تأخذها البرامج لأنها لا تستطيع التعامل مع وزن المتبرع بعد التحنيط. إذا كان المتبرع يعاني من مرض معين قبل الوفاة، وهو غير معدي، ويود أن يكون جزءًا من دراسة البرنامج، فيمكنه الاتصال بهذا البرنامج البحثي على وجه التحديد.
العديد من البرامج الطبية في الولايات المتحدة تعقد الآن خدمات تذكارية يقودها الطلاب للجثث المتبرع بها. هذا لإظهار الاحترام للمتبرعين وعائلاتهم، ولإلقاء الضوء الإيجابي على عملية التبرع بالجسد.

## ألمانيا
يتم تنظيم التبرع في الجسد من خلال قوانين الجنازات في ألمانيا، حيث يمتد الحق في الاستقلال الذاتي إلى ما بعد الموت، ونتيجة لذلك يجب احترام التعليمات التي يقدمها المتوفى خلال حياته عند التعامل مع جسده بعد موته . لا يمكن التبرع بالجسد إلا إذا وقع المتوفى على بيان الإرادة في التبرع بجسده، مشيراً إلى نية التبرع بجثته إلى معهد تشريحي. كما أنه لا يمكن لأقارب المتوفى إعطاء الإذن أو رفض التبرع بالجسد ضد هذا البيان، ولكن المعهد قد يرفض الجثة إذا كان يحمل أمراضًا معدية، أو أصيب بجروح خطيرة أو ان الجثة غير صالحة للتدريس.

## الدوافع وراء قرار التبرع بالجسد
يتأثر قرار أن تصبح متبرعًا بالجسد بعوامل مثل:
الوعي الاجتماعي
والمواقف الثقافية والتصورات للتبرع بالجسد
والتصورات حول الموت
والدين
وتصورات العلاقة بين العقل والجسد
هناك أسباب أخرى مثل مساعدة الأجيال القادمة، والتعبير عن الامتنان للحياة والصحة الجيدة أو للمجال الطبي، أو لتجنب مصاريف الجنازة .
وتشير الدراسات إلى أن معظم الاشخاص المتبرعين كان دافعهم  بشكل أساسي هو الإيثار ورغبتهم في المساعدة على تقديم المعرفة الطبية وأن يكونوا اشخاص ذات إفادة للعالم حتى بعد الوفاة، كما يعتبر تقديم الحوافز المالية ذات جانبين ايجابي وسلبي من الجانب الإيجابي هو وسيلة لزيادة أعداد المتبرعين اما من الجانب السلبي فيه انتقاص من فعل التبرع ومع ذلك، أظهرت دراسة أمريكية وجود علاقة إيجابية بين أرقام التبرع بالجسد وتوفير تكلفة الجنازة المقدمة كتعويض، تشير في الواقع إلى أن الحافز الإضافي يمكن أن يكون عاملاً مقنعًا للمانحين أيضا.

## استخدامات الأجساد المتبرع بها
يتم استخدام الأجساد المتبرع بها لأي منظمة للبحث العلمي والتدريب الطبي. تستخدم الأجساد لتعليم علم التشريح لطلاب الطب، ولكنها تستخدم أيضًا لتحسين وإنشاء تقنيات طبية جديدة. العديد من البرامج التي تقبل تبرعات الجسد لها انتماءات بحثية محددة، ويمكن الاطلاع عليها من خلال النظر إلى موقع كل برنامج. يمكن أن يشمل ذلك أبحاث السرطان وأبحاث الزهايمر والبحث في تحسين العمليات الجراحية.
فيما يلي أمثلة على الأبحاث التي أجريت مع الأجساد المتبرع بها:
- التهاب المفاصل
- سرطان
- أمراض القلب والأوعية الدموية
- داء السكري
- استبدال الورك
- استبدال الركبة
- الحالات العصبية
- تدريب المسعفين
- استبدال الكتف
- اضطرابات العمود الفقري
- إزالة الورم

تقبل بعض البرامج أجسامًا كاملة ولكنها توزع أجزاء مختلفة من الجسم حسب الحاجة. وهذا يضمن الاستفادة القصوى من كل تبرع. يمكن لهذه البرامج المساعدة في البحث كما هو موضح أعلاه، أو التدريب الفني، أو تحسين / البحث عن الأجهزة الطبية.
بعد قبول الجثث للتبرع، يُتوقع إطار زمني من ستة أشهر إلى ثلاث سنوات قبل إعادة جثمان المتبرع إلى الأسرة.